# Johanne Stockmarr
Johanne Amelie Stockmarr (Copenhaguen, 21 d'abril de 1869 - 2 de febrer de 1944) fou una pianista danesa.
El pare i l'oncle de Johanne Amalie Stockmarr eren els dos membres de la Reial Orquestra danesa, el seu pare Ferran tocava el violí i el seu oncle el clarinet. La seva mare també era molt musical i fou pianista. La primera professora de piano de Johanne fou la seva cosina Anna, però a partir dels quinze anys, el seu professor de piano a la Royal Academy va ser Neruda. En la mateixa institució va estudiar la història de la música amb Gade i teoria musical amb Hartmann. Després marxà a perfeccionar-se a París en el qual Conservatori tingué per professor en Tissot.
Després d'una brillant carrera de concertista s'establí definitivament a Copenhaguen, en el Conservatori de la seva ciutat nadiua, on fou una distingida professora durant molts anys.